# ПАК біля мису Плака
Прибережний аквальний комплекс біля мису Плака — гідрологічна пам'ятка природи місцевого значення, розташована біля селища Утьос Алуштинської міської ради АР Крим. Створена відповідно до Постанови ВР АРК № 97 від 22 грудня 1972 року.

## Загальні відомості
Землекористувачем пам'ятки є санаторій «Утьос», розташована між смт Партеніт та селищем Утьос.
Площа пам'ятки природи 60 гектар.
Охоронна зона пам'ятки природи «Прибережний аквальний комплекс біля гори Аю-Даг» встановлена з метою захисту особливо охоронюваної природної території від несприятливих антропогенних впливів.